# Liste des évêques de Tulsa
Liste des évêques de Tulsa
Le diocèse de Tulsa (Dioecesis Tulsensis), dans l'Oklahoma, est érigé le 13 décembre 1972, par scission de celui d'Oklahoma City-Tulsa.

## Évêques
- 13 décembre 1972-18 octobre 1977 : Bernard Ganter (Bernard James Ganter)
- 17 février 1978-24 novembre 1992 : Eusebius Beltran (Eusebius Joseph Beltran)
- 11 novembre 1993-13 mai 2016 : Edward Slattery (Edward James Slattery)
- 13 mai 2016- : David Konderla (David Austin Konderla)

## Sources
- L'Annuaire Pontifical, sur le site http://www.catholic-hierarchy.org, à la page